# A.C.F. Brescia Calcio Femminile 2016-2017
Questa voce raccoglie le informazioni riguardanti l'A.C.F. Brescia Calcio Femminile Società Sportiva Dilettantistica nelle competizioni ufficiali della stagione 2016-2017.

## Stagione
Il Brescia prende il via della stagione 2016-2017 da campione in carica in campionato e in Coppa Italia, e quindi disputerà la finale di Supercoppa italiana. Da vincitrice del campionato, prende parte alla Champions League, partendo dai sedicesimi di finale.
Come nelle due precedenti stagioni il 2016-2017 si è aperto con la vittoria della Supercoppa italiana grazie alla vittoria per 2-0 sull'AGSM Verona nella finale disputatasi a Bassano del Grappa e risolta dalla doppietta realizzata da Daniela Sabatino. Ha disputato il campionato di Serie A, massima serie del campionato italiano femminile di calcio, concludendo al secondo posto con 55 punti conquistati in 22 giornate, frutto di 18 vittorie, 1 pareggio e 3 sconfitte, guadagnando l'accesso alla UEFA Women's Champions League 2017-2018. Nella Coppa Italia è sceso in campo a partire dal terzo turno: dopo aver sconfitto le Azalee, il Mozzanica e il Tavagnacco, ha raggiunto la finale del torneo, venendo sconfitto dalla Fiorentina per 1-0. In UEFA Women's Champions League ha eliminato nei sedicesimi di finale le polacche del Medyk Konin, per poi essere eliminato negli ottavi di finale dalle danesi del Fortuna Hjørring.

## Sponsor
Lo sponsor tecnico per la stagione 2016-2017 è la Umbro, mentre gli sponsor principali sono la Ostilio Mobili, la Mesgo e la Eurocosmetic.

## Organigramma societario
Area tecnica
- Allenatore: Milena Bertolini
- Allenatore in seconda: Simona Zani
- Preparatore dei portieri: Alberto Alberti
- Collaboratore: Francesco Pellegrini
- Team Manager: Elisa Zizioli

Area sanitaria
- Medico sociale: Marco Rosa
- Medico sociale: Mattia Manetta
- Fisioterapista: Simone Miele
- Fisioterapista: Davide Villa
- Fisioterapista: Luca Zanetti

## Rosa
Rosa, numerazione e ruoli, tratti dal sito ufficiale della società, sono aggiornati al 25 gennaio 2017.
| N. |                    | Ruolo | Calciatrice           |
| -- | ------------------ | ----- | --------------------- |
| 1  | Italia (bandiera)  | P     | Chiara Marchitelli    |
| 3  | Italia (bandiera)  | D     | Roberta D'Adda        |
| 4  | Russia (bandiera)  | C     | Ekaterina Tyryškina   |
| 5  | Italia (bandiera)  | C     | Chiara Eusebio        |
| 7  | Italia (bandiera)  | C     | Valentina Cernoia (c) |
| 8  | Italia (bandiera)  | C     | Martina Rosucci       |
| 9  | Italia (bandiera)  | A     | Daniela Sabatino      |
| 10 | Italia (bandiera)  | A     | Cristiana Girelli     |
| 11 | Italia (bandiera)  | C     | Barbara Bonansea      |
| 12 | Romania (bandiera) | P     | Camelia Ceasar        |
| 13 | Italia (bandiera)  | D     | Sara Gama             |
| 14 | Italia (bandiera)  | A     | Isabel Cacciamali     |

| N. |                   | Ruolo | Calciatrice         |
| -- | ----------------- | ----- | ------------------- |
| 15 | Italia (bandiera) | A     | Annamaria Serturini |
| 16 | Italia (bandiera) | A     | Silvia Fuselli      |
| 17 | Italia (bandiera) | A     | Stefania Tarenzi    |
| 18 | Italia (bandiera) | C     | Laura Ghisi         |
| 19 | Italia (bandiera) | A     | Martina Lenzini     |
| 20 | Italia (bandiera) | A     | Giulia Pezzotta     |
| 21 | Italia (bandiera) | D     | Raffaella Manieri   |
| 22 | Italia (bandiera) | P     | Alessandra Bolchini |
| 23 | Italia (bandiera) | D     | Cecilia Salvai      |
| 24 | Italia (bandiera) | C     | Elisa Mele          |
|    | Italia (bandiera) | D     | Paola Boglioni      |

## Calciomercato
| Acquisti | Acquisti            | Acquisti      | Acquisti   |
| R.       | Nome                | da            | Modalità   |
| -------- | ------------------- | ------------- | ---------- |
| P        | Alessandra Bolchini | Como 2000     | definitivo |
| D        | Raffaella Manieri   | Bayern Monaco | definitivo |
| D        | Cecilia Salvai      | AGSM Verona   | definitivo |
| C        | Ekaterina Tyryškina | NiceFutis     | definitivo |
| A        | Silvia Fuselli      | AGSM Verona   | definitivo |

| Cessioni | Cessioni         | Cessioni            | Cessioni   |
| R.       | Nome             | a                   | Modalità   |
| -------- | ---------------- | ------------------- | ---------- |
| D        | Lisa Alborghetti | Apollōn Lemesou     | definitivo |
| D        | Lisa Boattin     | AGSM Verona         | definitivo |
| D        | Elena Linari     | Fiorentina          | definitivo |
| D        | Paige Williams   | AGSM Verona         | definitivo |
| A        | Alice Martani    | Fortitudo Mozzecane | definitivo |

## Risultati

### Serie A

#### Girone di andata
| Arbitro: | Anna Scapolo (Padova) |

|                                                            |           |  |
| Rosucci 10’ Sabatino 56’, 64’ Fuselli 65’, 87’ Eusebio 79’ | Marcatori |  |

| Arbitro: | Samuele Andreano (Prato) |

|                   |           |                                         |
| Principi 19’, 87’ | Marcatori | 4’ Gama 44’, 64’ Bonansea 90+3’ Girelli |

| Arbitro: | Pierpaolo Salvati (Sulmona) |

|  |           |             |
|  | Marcatori | 54’ Fuselli |

| Arbitro: | Giuseppe Mansueto (Verona) |

|             |           |  |
| Tarenzi 77’ | Marcatori |  |

| Arbitro: | Raimondo Borriello (Arezzo) |

|                        |           |                                     |
| Monterubbiano 35’, 49’ | Marcatori | 15’ Tarenzi 63’ (rig.), 80’ Girelli |

| Arbitro: | Mattia Ubaldi (Roma) |

|                                          |           |  |
| Sabatino 34’ (rig.), 64’ Serturini 90+1’ | Marcatori |  |

| Arbitro: | Carlo Rinaldi (Bassano del Grappa) |

|                                                         |           |  |
| Mauro 9’, 32’ Parisi 56’ Caccamo 76’ Bonetti 85’ (rig.) | Marcatori |  |

| Arbitro: | Nicolò Grimaldi (Genova) |

|                           |           |            |
| Girelli 23’ Serturini 32’ | Marcatori | 16’ Merigo |

| Arbitro: | Matteo Mori (La Spezia) |

|                           |           |  |
| Giugliano 29’ Nichele 43’ | Marcatori |  |

| Arbitro: | Roberto Lovison (Padova) |

|                                   |           |             |
| Girelli 73’ (rig.) Sabatino 90+1’ | Marcatori | 6’ Giacinti |

| Arbitro: | Senthuran Lingamoorthy (Genova) |

|  |           |                                                   |
|  | Marcatori | 6’ Mele 22’ Lenzini 71’ Bonansea 79’, 82’ Girelli |

#### Girone di ritorno
| Arbitro: | Maria Teresa Travascio (Moliterno) |

|  |           |                                          |
|  | Marcatori | 39’ Cernoia 63’ Sabatino 90+3’ Tyryškina |

| Arbitro: | Andrè Scialla (Vicenza) |

|                                                                        |           |                                  |
| Sabatino 46’ Cernoia 52’ Bonansea 57’ Mele 72’ Girelli 77’ Fuselli 80’ | Marcatori | 66’ Venturini 83’ (rig.) Baldini |

| Arbitro: | Deborah Bianchi (Prato) |

|                               |           |  |
| Girelli 34’, 83’ Sabatino 85’ | Marcatori |  |

| Arbitro: | Senthuran Lingammorthy (Genova) |

|              |           |                                                     |
| Iannella 44’ | Marcatori | 15’ Tyryškina 35’ Tarenzi 59’ Bonansea 64’ Sabatino |

| Arbitro: | Alessandro Costa (Novara) |

|                                            |           |  |
| Sabatino 10’, 64’ Tarenzi 24’ Bonansea 66’ | Marcatori |  |

| Arbitro: | William Villa (Rimini) |

|              |           |                               |
| Camporese 3’ | Marcatori | 19’, 52’ Bonansea 84’ Girelli |

| Arbitro: | Roberto Lovison (Padova) |

|          |           |                        |
| Gama 38’ | Marcatori | 34’ Parisi 84’ Bonetti |

| Arbitro: | Carlo Rinaldi (Bassano del Grappa) |

|               |           |                                                    |
| Cambiaghi 86’ | Marcatori | 4’, 14’ Girelli 45’ Eusebio 74’, 79’, 90’ Bonansea |

| Arbitro: | Giacomo Casalini (Pontedera) |

|                          |           |                |
| Girelli 31’ Bonansea 58’ | Marcatori | 18’ Gabbiadini |

| Arbitro: | Giuseppe Mansueto (Verona) |

|                        |           |             |
| Alborghetti 88’ (rig.) | Marcatori | 84’ Girelli |

| Arbitro: | Alessandro Scifo (Trento) |

|                                                |           |  |
| Tarenzi 16’ Rosucci 26’ Serturini 35’ Gama 74’ | Marcatori |  |

### Coppa Italia

#### Terzo turno
| Arbitro: | Nicolae Bogdan Sfira (Pordenone) |

|  |           |                               |
|  | Marcatori | 27’, 68’ Sabatino 41’ Tarenzi |

#### Quarti di finale
| Arbitro: | Silvia Gasperotti (Rovereto) |

|                |           |                            |
| Alborghetti 3’ | Marcatori | 16’, 35’ Sabatino 64’ Mele |

#### Semifinali
| Arbitro: | Anna Scapolo (Padova) |

|                                           |           |  |
| Cernoia 42’, 77’ Girelli 68’ Sabatino 85’ | Marcatori |  |

#### Finale
| Arbitro: | Stefania Menicucci (Lanciano) |

|  |           |           |
|  | Marcatori | 5’ Guagni |

### Supercoppa italiana
| Arbitro: | Deborah Bianchi (Prato) |

|                     |           |  |
| Sabatino 62’, 90+1’ | Marcatori |  |

### UEFA Champions League

#### Sedicesimi di finale
| Arbitro: | Petra Chudá |

|                                           |           |                                       |
| Kostova 29’, 84’ Sikora 76’ Gawrońska 79’ | Marcatori | 18’ Bonansea 36’ Cernoia 70’ Sabatino |

| Arbitro: | Viola Raudziņa |

|                                               |           |                       |
| Slavcheva 15’ (aut.) Girelli 69’ Sabatino 83’ | Marcatori | 5’ Kostova 53’ Sikora |

#### Ottavi di finale
| Arbitro: | Pernilla Larsson |

|  |           |             |
|  | Marcatori | 42’ Tamires |

| Arbitro: | Kateryna Monzul' |

|                          |           |             |
| Olar 36’ Larsen 49’, 67’ | Marcatori | 81’ Manieri |

## Statistiche

### Statistiche di squadra
| Competizione        | Punti | In casa | In casa | In casa | In casa | In casa | In casa | In trasferta | In trasferta | In trasferta | In trasferta | In trasferta | In trasferta | Totale | Totale | Totale | Totale | Totale | Totale | DR  |
| Competizione        | Punti | G       | V       | N       | P       | Gf      | Gs      | G            | V            | N            | P            | Gf           | Gs           | G      | V      | N      | P      | Gf     | Gs     | DR  |
| ------------------- | ----- | ------- | ------- | ------- | ------- | ------- | ------- | ------------ | ------------ | ------------ | ------------ | ------------ | ------------ | ------ | ------ | ------ | ------ | ------ | ------ | --- |
| Serie A             | 55    | 11      | 10      | 0       | 1       | 34      | 7       | 11           | 8            | 1            | 2            | 30           | 15           | 22     | 18     | 1      | 3      | 64     | 22     | +42 |
| Coppa Italia        | -     | 1       | 1       | 0       | 0       | 4       | 0       | 2            | 2            | 0            | 0            | 6            | 1            | 4      | 3      | 0      | 1      | 10     | 2      | +8  |
| Supercoppa italiana | -     | -       | -       | -       | -       | -       | -       | -            | -            | -            | -            | -            | -            | 1      | 1      | 0      | 0      | 2      | 0      | +2  |
| Champions League    | -     | 2       | 1       | 0       | 1       | 3       | 3       | 2            | 0            | 0            | 2            | 4            | 7            | 4      | 1      | 0      | 3      | 7      | 10     | -3  |
| Totale              | -     | 14      | 12      | 0       | 2       | 41      | 10      | 15           | 10           | 1            | 4            | 40           | 23           | 31     | 23     | 1      | 7      | 83     | 34     | +49 |

### Andamento in campionato
| Giornata  | 1 | 2 | 3 | 4 | 5 | 6 | 7 | 8 | 9 | 10 | 11 | 12 | 13 | 14 | 15 | 16 | 17 | 18 | 19 | 20 | 21 | 22 |
| --------- | - | - | - | - | - | - | - | - | - | -- | -- | -- | -- | -- | -- | -- | -- | -- | -- | -- | -- | -- |
| Luogo     | C | T | T | C | T | C | T | C | T | C  | T  | T  | C  | C  | T  | C  | T  | C  | T  | C  | T  | C  |
| Risultato | V | V | V | V | V | V | P | V | P | V  | V  | V  | V  | V  | V  | V  | V  | P  | V  | V  | N  | V  |
| Posizione | 1 | 1 | 1 | 1 | 1 | 2 | 4 | 2 | 2 | 2  | 2  | 2  | 2  | 2  | 2  | 2  | 2  | 2  | 2  | 2  | 2  | 2  |

Legenda:

Luogo: C = Casa; T = Trasferta. Risultato: V = Vittoria; N = Pareggio; P = Sconfitta.

### Statistiche delle giocatrici
| Giocatore      | Serie A  | Serie A | Serie A     | Serie A    | Coppa Italia | Coppa Italia | Coppa Italia | Coppa Italia | Supercoppa italiana | Supercoppa italiana | Supercoppa italiana | Supercoppa italiana | Champions League | Champions League | Champions League | Champions League | Totale   | Totale | Totale      | Totale     |
| Giocatore      | Presenze | Reti    | Ammonizioni | Espulsioni | Presenze     | Reti         | Ammonizioni  | Espulsioni   | Presenze            | Reti                | Ammonizioni         | Espulsioni          | Presenze         | Reti             | Ammonizioni      | Espulsioni       | Presenze | Reti   | Ammonizioni | Espulsioni |
| -------------- | -------- | ------- | ----------- | ---------- | ------------ | ------------ | ------------ | ------------ | ------------------- | ------------------- | ------------------- | ------------------- | ---------------- | ---------------- | ---------------- | ---------------- | -------- | ------ | ----------- | ---------- |
| A. Bolchini    | -        | -       | -           | -          | -            | -            | -            | -            | -                   | -                   | -                   | -                   | 0                | 0                | 0                | 0                | 0        | 0      | 0           | 0          |
| P. Boglioni    | 1        | 0       | 0           | 0          | -            | -            | -            | -            | -                   | -                   | -                   | -                   | -                | -                | -                | -                | 1        | 0      | 0           | 0          |
| B. Bonansea    | 20       | 12      | 1           | 0          | 4            | 0            | 1            | 0            | 1                   | 0                   | 0                   | 0                   | 4                | 1                | 0                | 0                | 29       | 13     | 2           | 0          |
| I. Cacciamali  | 1        | 0       | 0           | 0          | -            | -            | -            | -            | -                   | -                   | -                   | -                   | -                | -                | -                | -                | 1        | 0      | 0           | 0          |
| C. Ceasar      | 11       | -9      | 0           | 0          | 1            | 0            | 0            | 0            | 0                   | 0                   | 0                   | 0                   | 0                | 0                | 0                | 0                | 12       | -9     | 0           | 0          |
| V. Cernoia     | 18       | 2       | 2           | 0          | 4            | 2            | 0            | 0            | 1                   | 0                   | 0                   | 0                   | 4                | 1                | 0                | 0                | 27       | 5      | 2           | 0          |
| R. D'Adda      | 22       | 0       | 0           | 0          | 4            | 0            | 0            | 0            | 1                   | 0                   | 0                   | 0                   | 3                | 0                | 0                | 0                | 30       | 0      | 0           | 0          |
| C. Eusebio     | 15       | 2       | 4           | 0          | 4            | 0            | 0            | 0            | 1                   | 0                   | 0                   | 0                   | 2                | 0                | 1                | 0                | 22       | 2      | 5           | 0          |
| S. Fuselli     | 22       | 4       | 2           | 0          | 4            | 0            | 0            | 0            | 1                   | 0                   | 0                   | 0                   | 4                | 0                | 0                | 0                | 31       | 4      | 2           | 0          |
| S. Gama        | 21       | 3       | 1           | 0          | 4            | 0            | 0            | 0            | 1                   | 0                   | 0                   | 0                   | 4                | 0                | 1                | 0                | 30       | 3      | 2           | 0          |
| L. Ghisi       | 5        | 0       | 0           | 0          | 1            | 0            | 0            | 0            | 0                   | 0                   | 0                   | 0                   | 0                | 0                | 0                | 0                | 6        | 0      | 0           | 0          |
| C. Girelli     | 21       | 15      | 1           | 0          | 3            | 2            | 0            | 0            | 1                   | 0                   | 0                   | 0                   | 4                | 1                | 1                | 0                | 29       | 18     | 2           | 0          |
| M. Lenzini     | 17       | 1       | 1           | 0          | 2            | 0            | 0            | 0            | 0                   | 0                   | 0                   | 0                   | 1                | 0                | 0                | 0                | 20       | 1      | 1           | 0          |
| R. Manieri     | 15       | 0       | 0           | 0          | 1            | 0            | 0            | 0            | 0                   | 0                   | 0                   | 0                   | 4                | 1                | 0                | 0                | 20       | 1      | 0           | 0          |
| C. Marchitelli | 12       | -13     | 1           | 0          | 3            | -2           | 0            | 0            | 1                   | 0                   | 0                   | 0                   | 4                | -10              | 0                | 0                | 20       | -25    | 1           | 0          |
| E. Mele        | 15       | 2       | 3           | 0          | 3            | 1            | 0            | 0            | 1                   | 0                   | 0                   | 0                   | 4                | 0                | 0                | 0                | 23       | 3      | 3           | 0          |
| G. Pezzotta    | 2        | 0       | 0           | 0          | -            | -            | -            | -            | 0                   | 0                   | 0                   | 0                   | -                | -                | -                | -                | 2        | 0      | 0           | 0          |
| M. Rosucci     | 6        | 2       | 0           | 0          | 3            | 0            | 0            | 0            | 1                   | 0                   | 0                   | 0                   | 2                | 0                | 0                | 0                | 12       | 2      | 0           | 0          |
| D. Sabatino    | 21       | 11      | 1           | 0          | 4            | 5            | 0            | 0            | 1                   | 2                   | 0                   | 0                   | 4                | 2                | 0                | 0                | 30       | 20     | 1           | 0          |
| C. Salvai      | 19       | 0       | 3           | 0          | 4            | 0            | 0            | 0            | 1                   | 0                   | 0                   | 0                   | 4                | 0                | 1                | 0                | 28       | 0      | 4           | 0          |
| A. Serturini   | 13       | 3       | 1           | 0          | 2            | 0            | 0            | 0            | 0                   | 0                   | 0                   | 0                   | 2                | 0                | 1                | 0                | 17       | 3      | 2           | 0          |
| S. Tarenzi     | 20       | 5       | 0           | 0          | 4            | 1            | 0            | 0            | -                   | -                   | -                   | -                   | 2                | 0                | 0                | 0                | 26       | 6      | 0           | 0          |
| E. Tyryškina   | 9        | 2       | 1           | 0          | 1            | 0            | 0            | 0            | -                   | -                   | -                   | -                   | -                | -                | -                | -                | 10       | 2      | 1           | 0          |